# New beat
El new beat es un género musical electrónico underground belga que surgió durante los años 1980 (el new beat es el precursor directo del hardcore techno y sus subgéneros musicales, en este momento conocido como música rave).

## Terminología

### Principios de los años 1980 en EE. UU.
El término new beat fue utilizado por primera vez en Estados Unidos a comienzos de los años 1980. En esta época, la música new beat era contemporánea del techno de Detroit y del acid house de Chicago, aunque no estaba intrínsecamente ligada a ellos. Los estadounidenses de la época utilizaban el término para referirse a ciertos tipos de música que no se habían oído nunca hasta ese momento. Se trataba de un nuevo sonido muy diferente del disco Hi-NRG, new wave, synth pop o rap. El término fue reemplazado pronto por otros términos, de modo que lo que una vez fue denominado como new beat en Estados Unidos se considera actualmente como parte de algún estilo musical con entidad propia, y normalmente simplemente como house o techno. Títulos new beat, hard beat, skizzo de 1987 a 1990 : Rock To The Beat de 101 lanzado en 1988, Saigon Nightmare de 101 lanzado en 1988, Warbeat de Bassline Boys lanzado en 1989, The Drop Deal de Bazz lanzado en 1988, I Want You! de The Concrete Beat lanzado en 1989, I Love You de The Acid Kids lanzado en 1988, Doughnut Dollies de HNO3 lanzado en 1988, Action In Paradise de Export lanzado en 1988, Acid-New Beat de Tribe 22 lanzado en 1988, I Sit On Acid de Lords Of Acid lanzado en 1988, Acid Rock de Rhythm Device lanzado en 1989, Double B de Dirty Harry lanzado en 1989, Mörder de ZAG lanzado en 1989, Also Sprach Zarathustra de Bingo! lanzado en 1989, Europe de Christine D lanzado en 1989, Beat In-D Dream de IN-D lanzado en 1989, Hiroshima de Nux Nemo lanzado en 1987, The Dream de Acts Of Madmen lanzado en 1987, I Am Gonna Beat Dis de Agaric  lanzado en 1989, Iuhaha de Tragic Error lanzado en 1988, Something Scary de Zsa Zsa Laboum lanzado en 1988, Belgian Musictrain de Cold Sensation lanzado en 1989, Acid Drill de Edwards & Armani lanzado en 1989, We Are All Egyptians de Explorers Of The Nile lanzado en 1988, Touch My Body de Boy Toy lanzado en 1989, Oh La La La de Little Little lanzado en 1989, Do That Dance de The Project lanzado en 1990.

### Años 1980 en Bélgica
Posteriormente, el término new beat comenzó a utilizarse en Europa. Al principio apareció en Bélgica, aproximadamente en 1987, y se utilizaba para describir un estilo de música local desarrollado principalmente a partir del 'bodybeat' y que era abanderado por la primera formación del grupo Front 242 y otras bandas como Praga Khan y Lords of Acid, este estilo de música también fue popular en Norte-Paso de Calais (norte de Francia).
Cuando MTV Europa comenzó a emitir en el verano de 1987, llevó el término al Reino Unido. En este país, el término se utilizó entre 1987 y 1988 para describir diferentes producciones de acid house y techno rave locales como forma de señalar que ese era un nuevo tipo de música de baile y una forma menos comercial y alternativa de eurobeat. El eurobeat era un término utilizado en la época para clasificar las producciones de Stock Aitken Waterman. En un momento dado, el término se hizo mainstream, especialmente entre el verano de 1989 y el de 1990, pero desapareció pronto tras el auge del euro house. Dada la relación entre el new beat y el acid house en el Reino Unido durante 1988, las últimas producciones de new beat europeas solían llevar el smiley como símbolo de amor. Numerosas producciones de new beat, posteriormente, fueron tomadas por la escena del Bakalao de Valencia en España. 
Antes de que el new beat comenzara a decaer (hacia 1990-1991), fue utilizado por última vez para describir el sonido de diferentes grupos belgas y alemanes como Technotronic, Snap!, Confetti's, The adventures of Stevie V, McSar & the Real McCoy y Twenty 4 Seven en diferentes países de Europa (Grecia, España, Italia, Turquía, Israel, sur de Francia). El término en este caso se utilizaba también como en Estados Unidos casi una década antes para describir en general todo el "nuevo" sonido dance de la época y no tanto como un estilo musical en sí mismo considerado. Solía utilizarse para llenar el hueco entre el eurodisco de los años 1980 y el eurohouse de los años 1990.

## Artistas
- Agaric[2]
- HNO3[3]
- Bingo![4]
- Bazz[5]
- Bassline Boys[6]
- ZAG[7]
- Boy Toy
- The 2 DJ's
- Lords of Acid
- Cold Sensation
- Confetti's
- Amnesia
- Erotic Dissidents
- Rhythm Device[8]
- Fax Yourself
- Jade 4U
- Dirty Harry[9]
- Edwards & Armani[10]
- Bizz Nizz
- 101[11]
- Dirty Harry
- In-D
- The Maxx
- Major Problem
- Miss Nicky Trax
- Morton Sherman Bellucci
- Nasty Thoughts
- Public Relation
- Rhythm Device[8]
- Tribe 22[12]
- Nux Nemo[13]
- Taste of Sugar
- Tragic Error, anteriormente conocido como Fatal Error
- The Project[14]
- The Concrete Beat[15]
- Acts Of Madmen[16]
- Praga Khan
- Olivier Adams
- T99
- LA Style
- B-art
- Neon
- Plaza
- Zsa Zsa Laboum[17]

## Sellos discográficos
- Antler-Subway Records
- Music Man Records
- R&S Records